# PlayStation (seria)

Obecne logo serii

PlayStation – seria konsol gier wideo produkowana od 1994 roku przez Sony Interactive Entertainment, która jest częścią japońskiego koncernu Sony.Seria obejmuje pięć konsol stacjonarnych oraz dwie konsole przenośne, a także kilka pomniejszych urządzeń. Urządzenia z tej serii są jednymi z najpopularniejszych na rynku konsol i konkurują z produktami Nintendo oraz Microsoftu. 

## Historia

### Geneza
Do 1991 roku Sony nie było bezpośrednio zaangażowane w branżę gier wideo. Firma dostarczała komponenty do innych konsol, takich jak układ dźwiękowy do konsoli Super Nintendo Entertainment System, a także prowadziła studio gier wideo Sony Imagesoft. W ramach wspólnego projektu Nintendo i Sony, który rozpoczął się już w 1988 roku, obie firmy pracowały nad stworzeniem wersji napędu CD-ROM dla nowej konsoli Nintendo Super Famicom. Na targach Consumer Electronics Show w czerwcu 1991 roku firma Sony zaprezentowała model Super Famicom z wbudowanym napędem CD-ROM. Jednak dzień po ogłoszeniu na targach CES Nintendo ogłosiło, że zrywa współpracę z Sony, decydując się na współpracę z Philipsem, ale przy użyciu tej samej technologii. Umowa została zerwana przez Nintendo po tym, jak nie byli w stanie dojść do porozumienia w sprawie podziału przychodów między dwie firmy. Sony postanowiła jednak samodzielnie kontynuować pracę nad konsolą z napędem CD. Projekt PlayStation w końcu otrzymał zielone światło od kierownictwa Sony w 1993 roku po kilku latach rozwoju. W marcu 1994 roku Computer Gaming World doniósł o plotce, że "Sony PS-X" zostanie wydany w Japonii "przed końcem tego roku i będzie sprzedawany za mniej niż 400 dolarów". Po  demonstracji technicznej nowej konsoli dla wydawców i deweloperów gier w hotelu w Tokio w 1994 roku, wielu deweloperów zaczęło towrzyć gry dla PlayStation. Dwoma z nich, którzy później stali się głównymi partnerami Sony, były Electronic Arts na Zachodzie i Namco w Japonii. Jednym z czynników, które przyciągnęły deweloperów do platformy, było użycie konsoli opartej na CD-ROM-ie z obsługą 3D, która była znacznie tańsza i łatwiejsza w produkcji w porównaniu z platformami konkurencji. 

## Konsole z seri

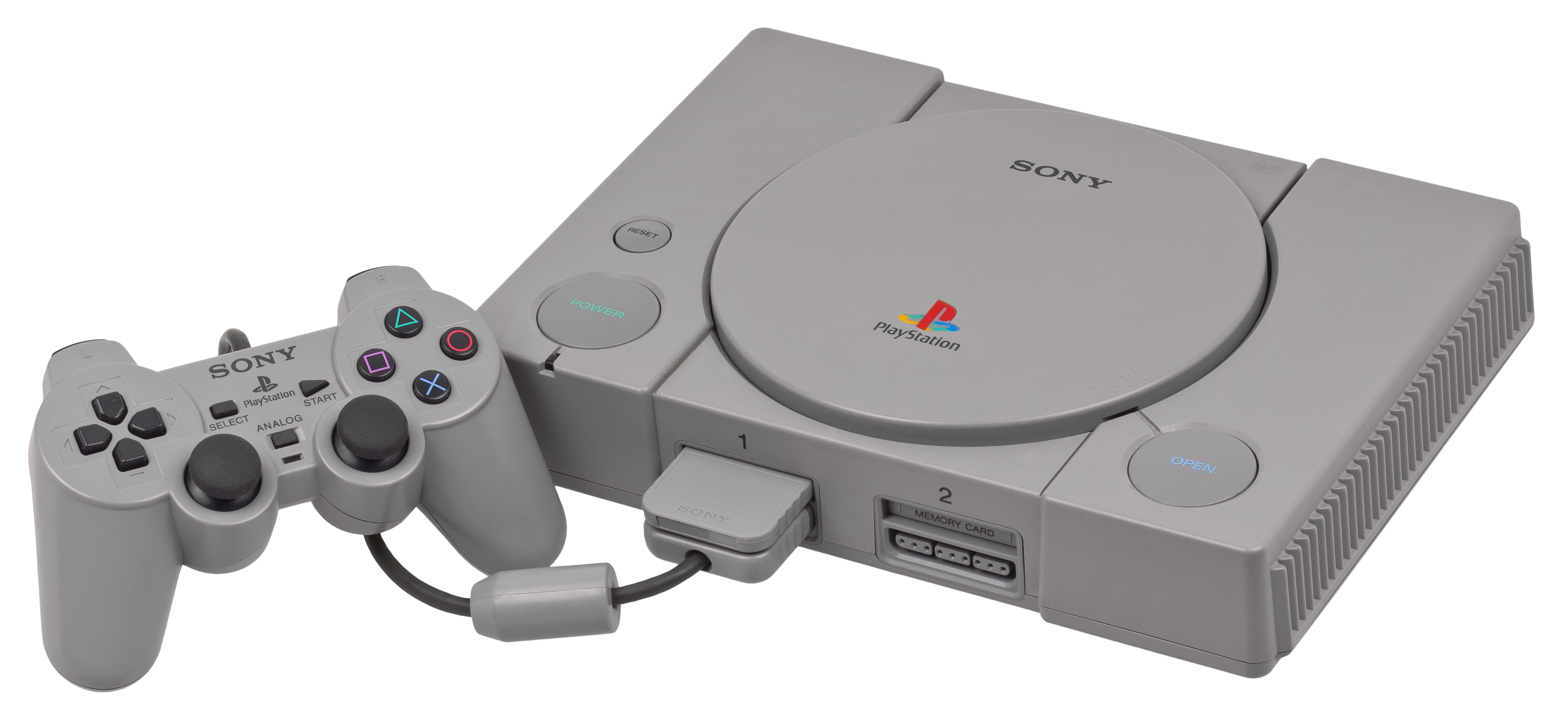
Pierwszy model konsoli z padem DualShock

PlayStation

### Net Yaroze
To specjalna wersja konsoli stworzona z myślą o programistach. Urządzenie zadebiutowało w 1997 roku, ale jego obecność na rynkach była mocno ograniczona. Net Yaroze wyróżniało się czarną obudową oraz brakiem blokady regionalnej. 

### PS one
Tańsza i zminiaturyzowana wersja konsoli. Swoją premierę miała w roku 2000 zastępując dotychczasowy model. Sprzęt umożliwia podłączenie ekranu LCD oraz podłączenie do gniazda zapalniczki samochodowej, dzięki czemu może być używana jako przenośna konsola. Wszystkie gry, które są zgodne z PlayStation, są również zgodne z PS one. Główne różnice pomiędzy PS one a PlayStation to – oprócz zmian w wyglądzie i możliwości podłączenia wyświetlacza – zmiana głównego menu konsoli oraz zabezpieczenie mające na celu uniemożliwienie zainstalowania modchipa. Konsola została ostatecznie wycofana z produkcji w roku 2006 i sprzedała się w liczbie ponad 100 mln egzemplarzy.

### PlayStation 2 (PS2)

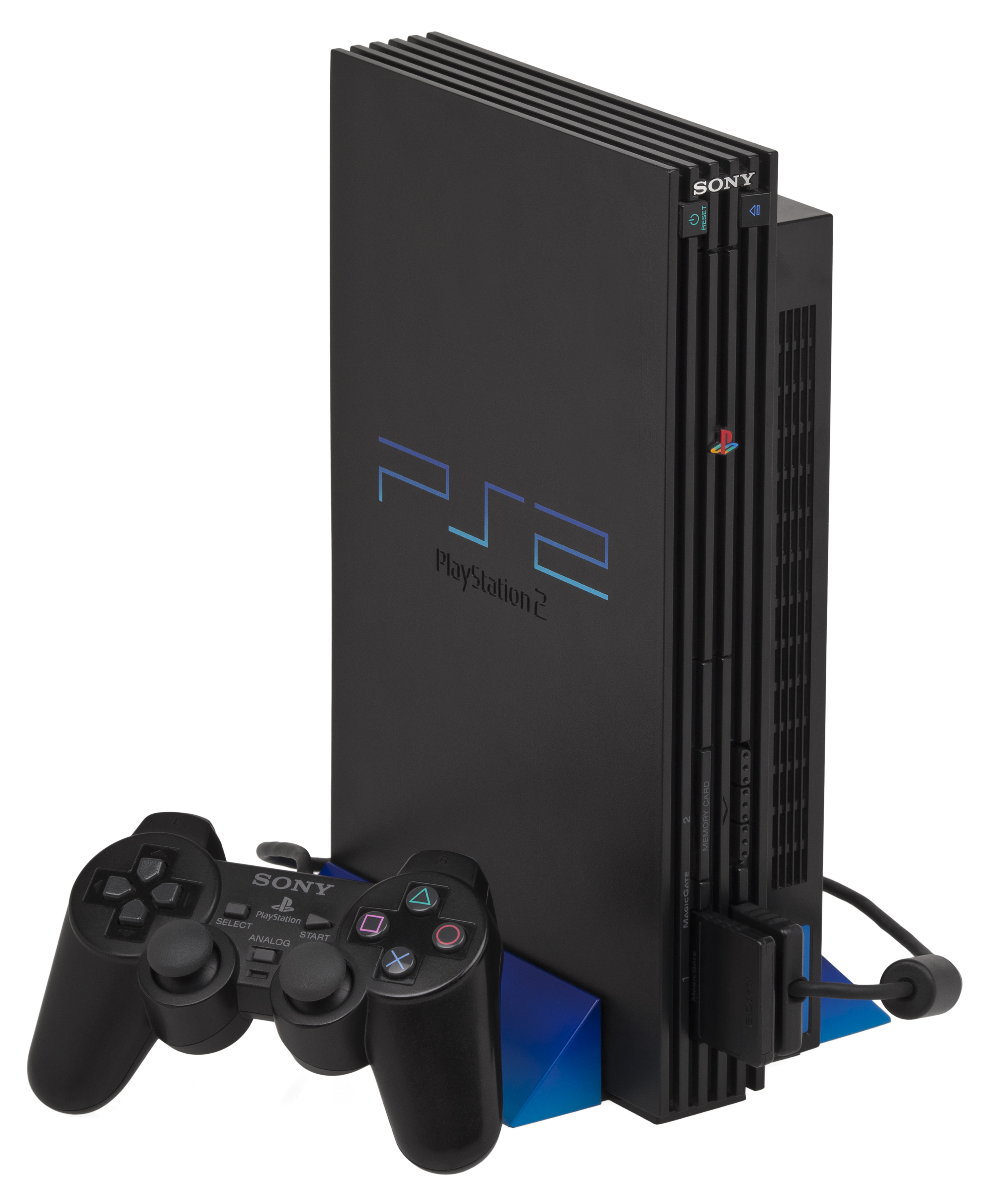
Pierwszy model konsoli z padem DualShock 2

Kolejna konsola firmy miała swoją premierę 4 marca 2000 w Japonii, w Stanach Zjednoczonych 26 października 2000, a w Polsce 28 listopada 2000. Sprzęt pozwala na uruchamianie gier przeznaczonych specjalnie na tę platformę zapisanych na płytach CD-ROM i DVD-ROM. Urządzenie jest kompatybilne wstecz, tzn. umożliwia również korzystanie z większości starszych gier przeznaczonych dla konsoli PlayStation. Konsola pozwala również na odtwarzanie filmów na dyskach DVD-Video oraz muzyki na dyskach CD-Audio.Wraz z PS2 Sony uruchomiło również swoją pierwszą usługę sieciową w oparciu o którą powstało później PSN.

#### PlayStation 2 Slimline
To odświeżona wersja konsoli wydana w 2004 roku. Urządzenie zostało zminiaturyzowane, co osiągnięto przez m.in. usunięcie możliwości instalacji dysku twardego. PS2 Slimline, miało również portu ethernetowy oraz nieco lepszy procesor niż model wcześniejszy. 
Poza tymi konsolami ukazało się kilka wersji specjalnych w tym m.in. PSX czyli wersja połączona z nagrywarką DVR, Sony Bravia KDL 22PX300, czyli wersja połączona z telewizorem oraz specjalną wersję przeznaczoną do instalacji w samochodzie.
W styczniu 2013 roku przedsiębiorstwo Sony poinformowało, że kończy produkcję i sprzedaż konsoli na całym świecie. Łącznie powstało 160 mln egzemplarzy tej konsoli dzięki czemu jest ona najlepiej sprzedającą się konsolą w historii. 

### PlayStation Portable (PSP)

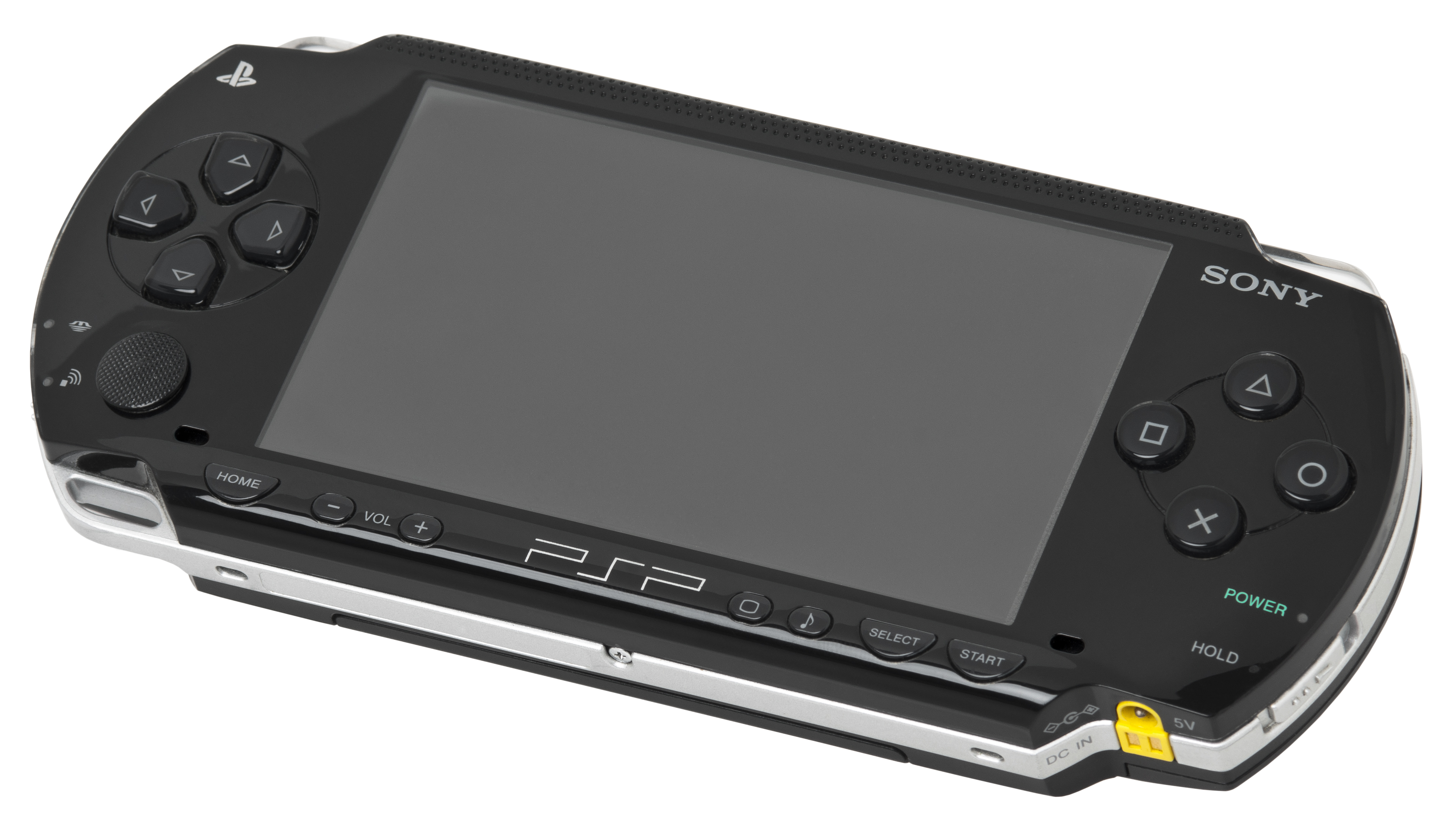
Pierwszy model konsoli

To pierwsza przenośna konsola firmy. Została wydana w roku 2004. Urządzenie charakteryzowało się dużymi możliwościami multimedialnym m.in. za sprawą zastosowania napędu Universal Media Disc (UMD), jako główny nośnik danych. Innymi wyróżniającymi cechami konsoli są duży ekran,  możliwość połączenia z PlayStation 3, innymi PSP i Internetem za pomocą usługi PSN. 

#### PSP Slim
Drugi wariant konsoli miał swoją premierę w 2007 roku. Był węższy i lżejszy, a także mniej awaryjny. Premiera nowego modelu znacząco podwyższyła sprzedaż PSP.

#### PSP 300x
Trzeci model konsoli wydany w 2009 roku. Miał lepszą baterię i ekran. 

#### PSP Go
To eksperymentalny wariant konsoli wydany w 2009 roku. Pozbawiony został napędu UMD, miał też mniejszy ekran. Konsola wyróżniała się na tle innych modeli inną budową oraz wbudowaną pamięcią.

#### PSP Street
Ostatnia wersja konsoli wydana w roku 2011. Miała charakter budżetowy.  Sony pozbawiło PSP Street wszelkiej funkcjonalności sieciowej. Ponadto konsola miała znacznie gorszy ekran oraz głośniki.
Produkcję PSP zakończono w 2015 roku. Konsola sprzedała się w liczbie około 80 mln egzemplarzy.

### PlayStation 3 (PS3)

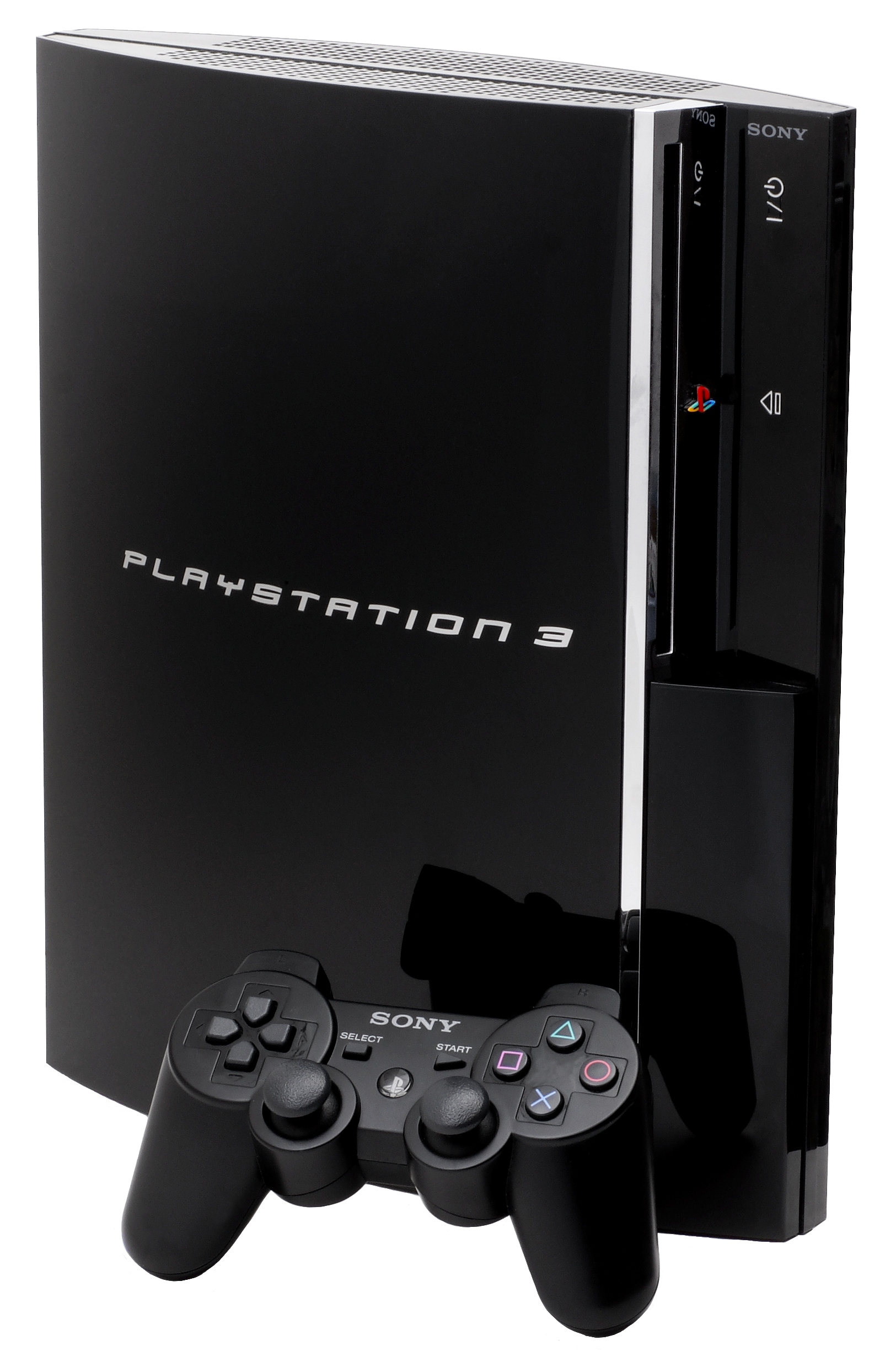
Pierwszy model konsoli z padem SIXAXIS

11 listopada 2006 roku kolejna konsola firmy miała swoją premierę w Japonii, a 17 listopada w Ameryce Północnej. W Europie  pojawiła się 23 marca 2007 roku.PlayStation 3 stała się pierwszą konsolą na rynku, która wykorzystywała format Blu-ray jako podstawowy nośnik danych. Innymi cechami konsoli jest darmowy dostęp do usług sieciowych takich jak PlayStation Network (usługa ta umożliwia dostęp do PlayStation Store oraz PlayStation Plus) oraz możliwość połączenia jej z przenośnymi konsolami PlayStation Portable oraz PlayStation Vita. 

#### PS3 Slim
Nowe wersja została wydana we wrześniu 2009 roku – wraz z nią Sony zmieniło też logo konsoli, znak towarowy oraz ogólny wizerunek sprzętu.

#### PS3 Super Slim
To kolejna reedycja konsoli, która została wydana w 2012 roku. Urządzenie zostało ponownie zminiaturyzowane. Wyposażono też je w napęd typu tacka podobny do tego z PS1.
Produkcję konsoli zakończono w roku 2017. PS3 sprzedało się w liczbie około 87 mln egzemplarzy.

### PlayStation Vita (PS Vita)

Pierwszy model konsoli

PS Vita to druga przenośna konsola firmy i następca PSP. Urządzenie zadebiutowało w Japonii 17 grudnia 2011, a na rynku europejskim i amerykańskim pojawiło się 22 lutego 2012. Urządzenie wydano w dwóch wersjach, modelu standardowym oraz w wersji 3G, z modułem tejże sieci. 

#### PS Vita Slim
To reedycja konsoli, wydana w 2013 roku. Urządzenie miało gorszy ekran i głośnik. Miało inny port ładowania, pozbawiono go również portu rozszerzeń.

#### PS TV
Stacjonarna wersja konsoli wydana w 2015 roku. Nie była w pełni kompatybilna z grami na model podstawowy i reklamowano ją jako rozszerzenie dla PS4.
Z powodu niskiej sprzedaży jej produkcja została wygaszona w 2017, a oficjalnie zakończyła się 1 marca 2019.

### PlayStation 4 (PS4)

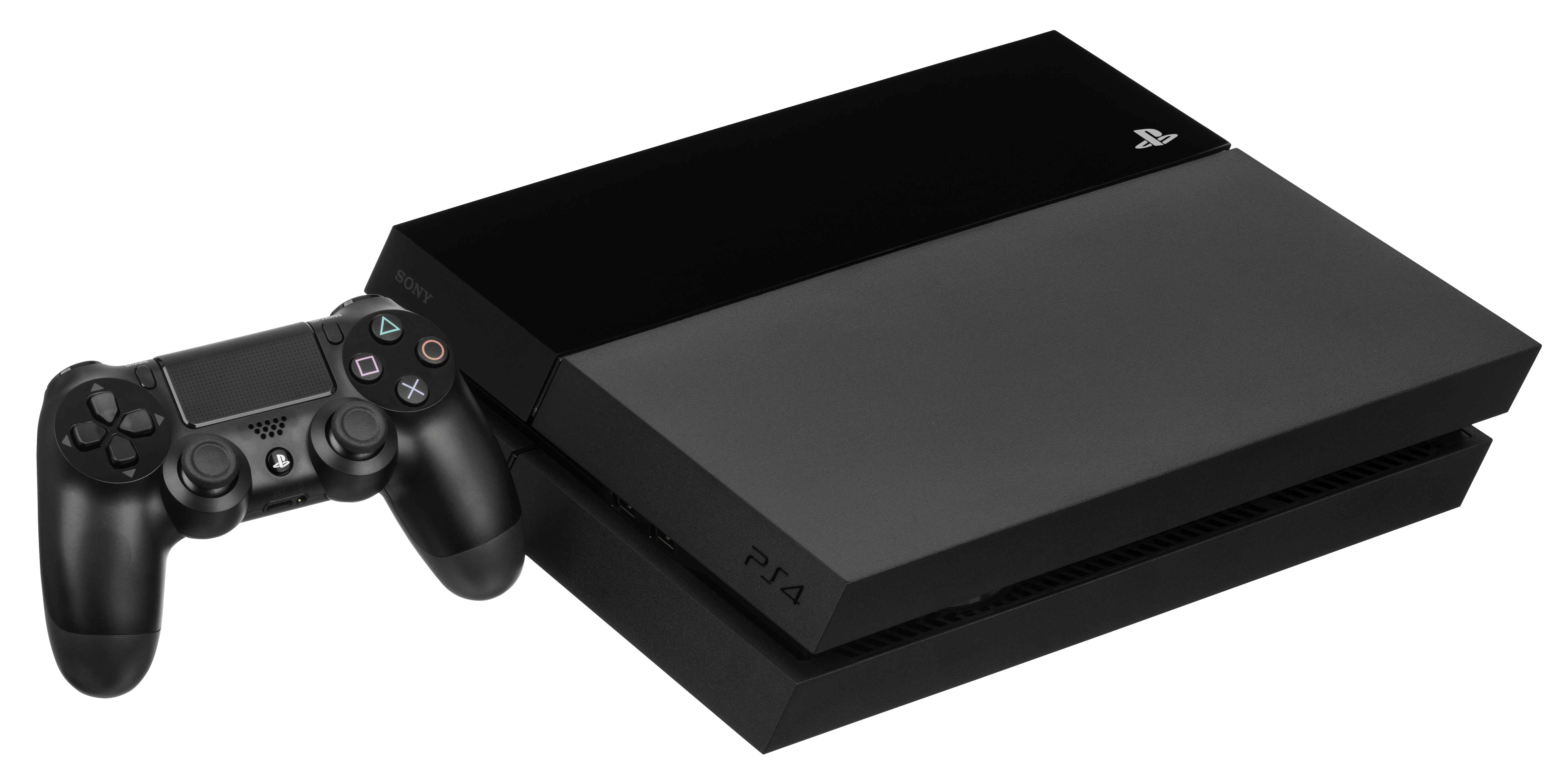
Pierwszy model konsoli z padem DualShock 4

PlayStation 4 zostało zaprezentowane wieczorem 20 lutego 2013 roku n podczas imprezy PlayStation Meeting w Nowym Jorku. Mark Cerny ujawnił, że nad konsolą pracował przez 5 lat. Podczas targów gamescom 2013 ogłoszono, że konsola zostanie wydana 15 listopada 2013 roku w Ameryce Północnej i 29 listopada w Europie. 

#### Playstation 4 Slim
7 września 2016 roku Sony zapowiedziało wydanie nowej wersji konsoli o nazwie Slim. Urządzenie charakteryzowało się mniejszym rozmiarem.

#### PlayStation 4 Pro
Konsola została wyposażona w mocniejsze podzespoły, umożliwiające wykorzystanie technologii 4K oraz lepsze działanie gier VR. Urządzenie miało swoją premierę 10 listopada 2016 roku.

### PlayStation 5 (PS5)

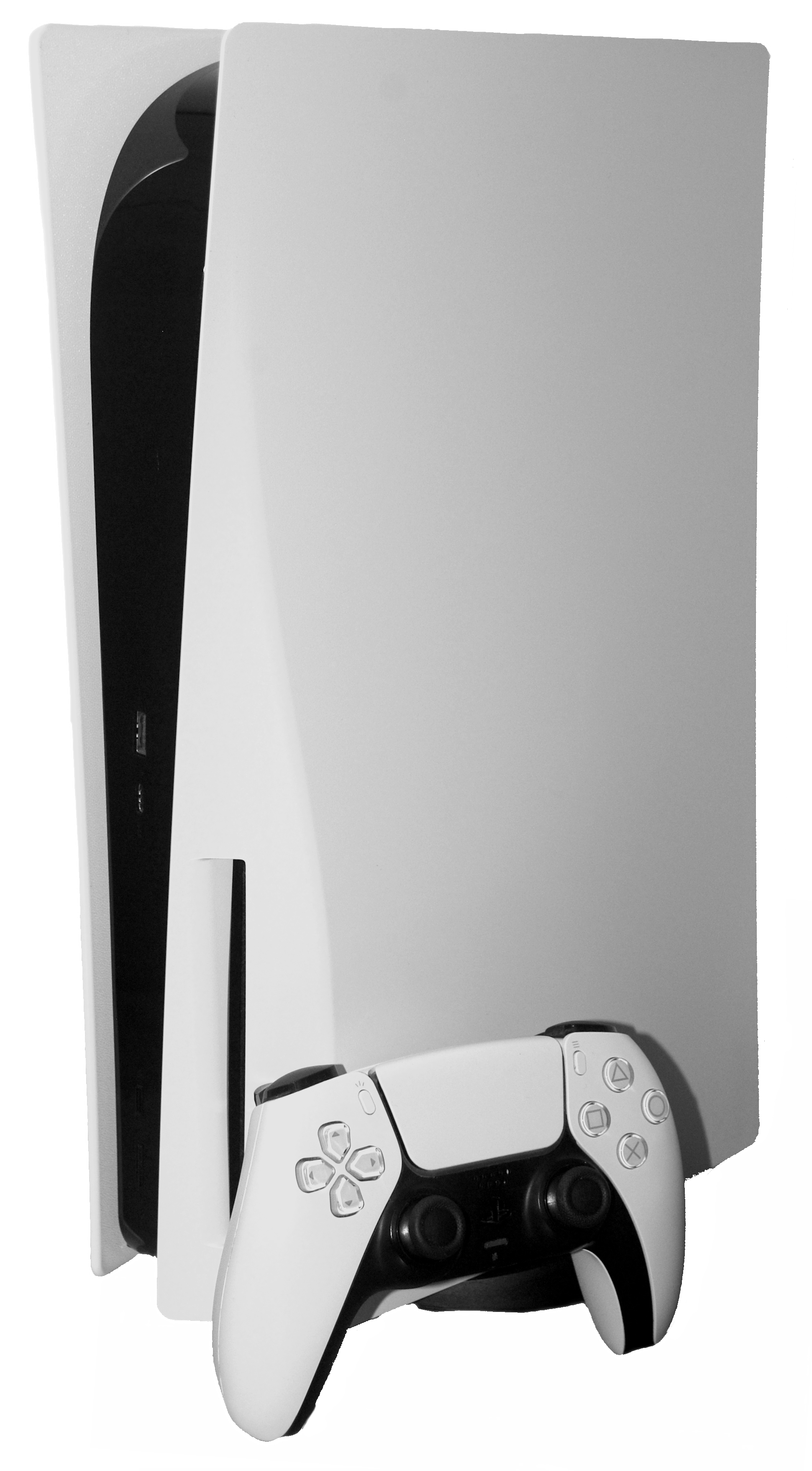
Pierwszy model konsoli z napędem i padem DualSense

Kolejna konsola miała swoją premierę 12 listopada 2020, a w pozostałych regionach (z wyjątkiem Chin i Indii) tydzień później. Wydana została w dwóch wariantach. Podstawowy zawiera napęd dysków Blu-ray i obsługuje gry pochodzące zarówno z dystrybucji pudełkowej, jak i z dystrybucji cyfrowej za pośrednictwem sklepu PlayStation Store. Drugi wariant, PlayStation 5 Digital Edition, odznacza się niższą ceną ze względu na brak napędu optycznego i umożliwia uruchamianie jedynie gier cyfrowych. Konsola wyposażona jest w napęd SSD pozwalający na szybkie przesyłanie danych i znaczące poprawienie wydajności wyświetlania grafiki, w procesor graficzny AMD obsługujący technologię śledzenia promieni i rozdzielczość 4K oraz pozwalający uruchamiać gry z szybkością do 120 klatek na sekundę. Zapewniono też obsługę dźwięku 3D. PlayStation 5 jest wstecznie kompatybilna z większością gier PlayStation 4 i PlayStation VR.

#### PlayStation 5 Slim
Reedycja konsoli wydana w 2023 roku. Wyposażona w odpinany napęd oraz większy dysk.

#### PlayStation 5 Pro
Mocniejszy wariant konsoli wydany w 2024 roku. Wyposażony w znacznie mocniejsze podzespoły.

### Inne

#### PocketStation

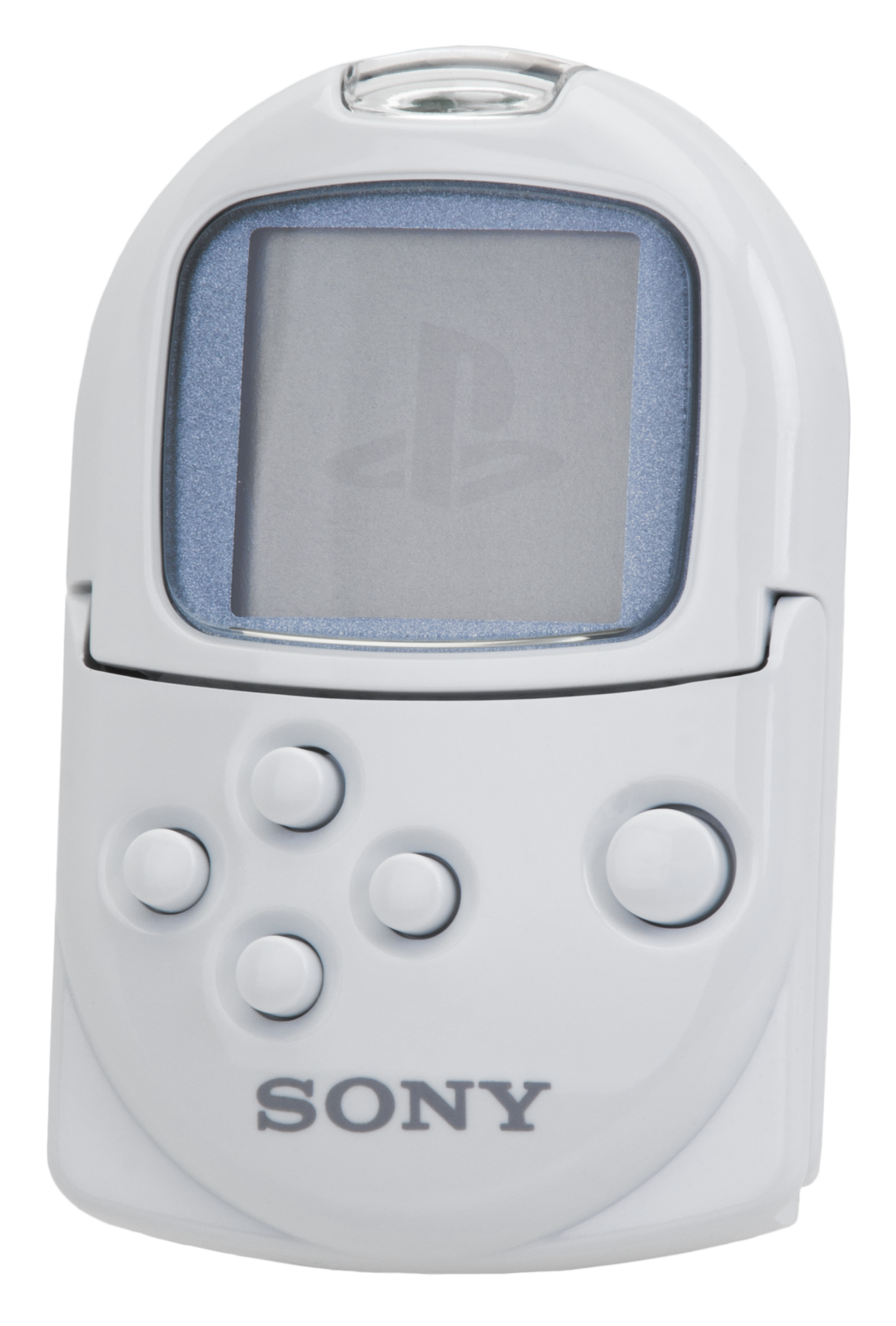
Konsola PocketStation

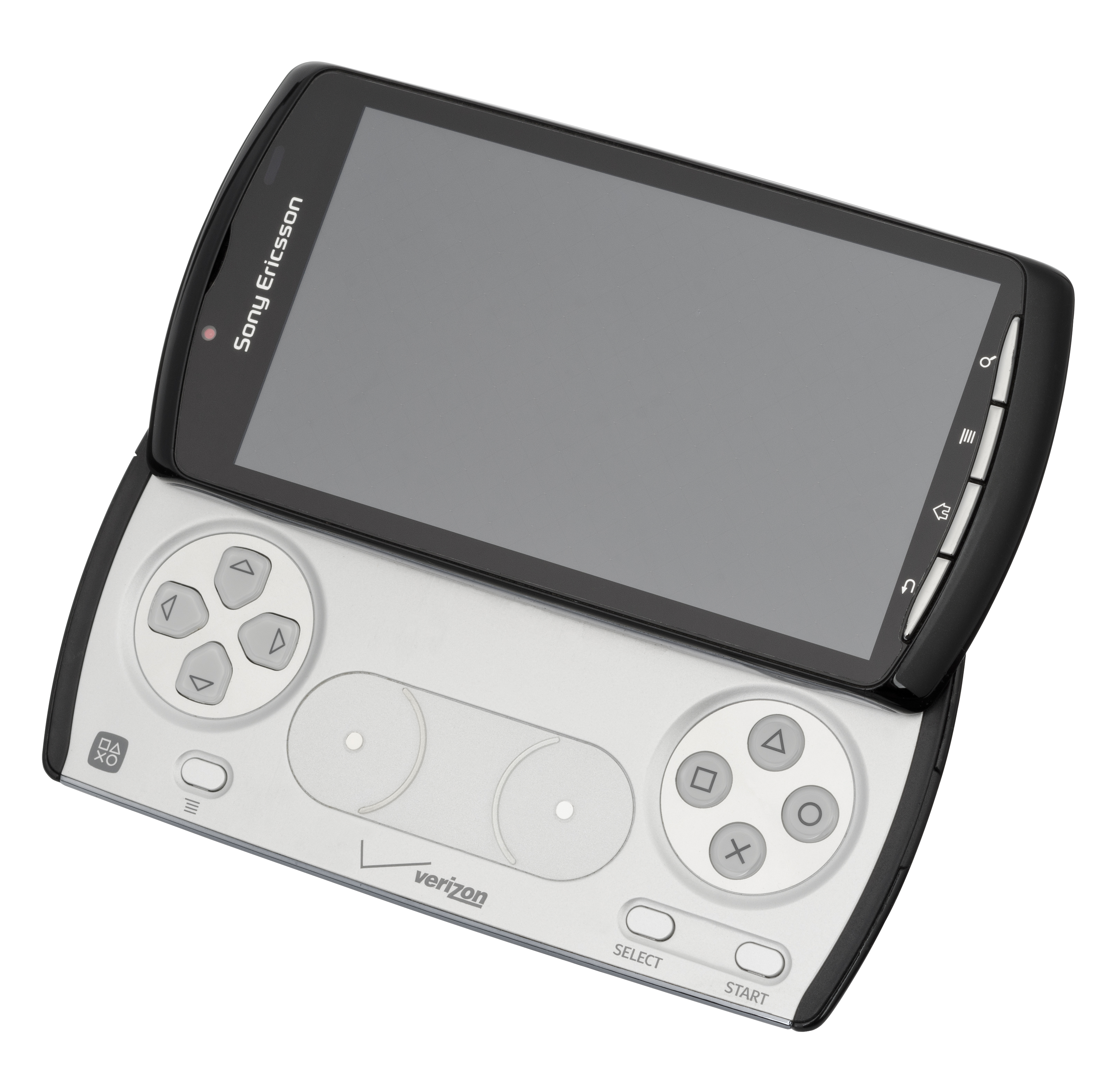
Sony Ericsson Xperia Play

Niewielka konsola przenośna połączona z kartą pamięci. Pełniła rolę akcesorium dla PS1. Wydana tylko w Japonii w 1999 roku i wycofana z produkcji w 2003.

#### PlayStation Classic

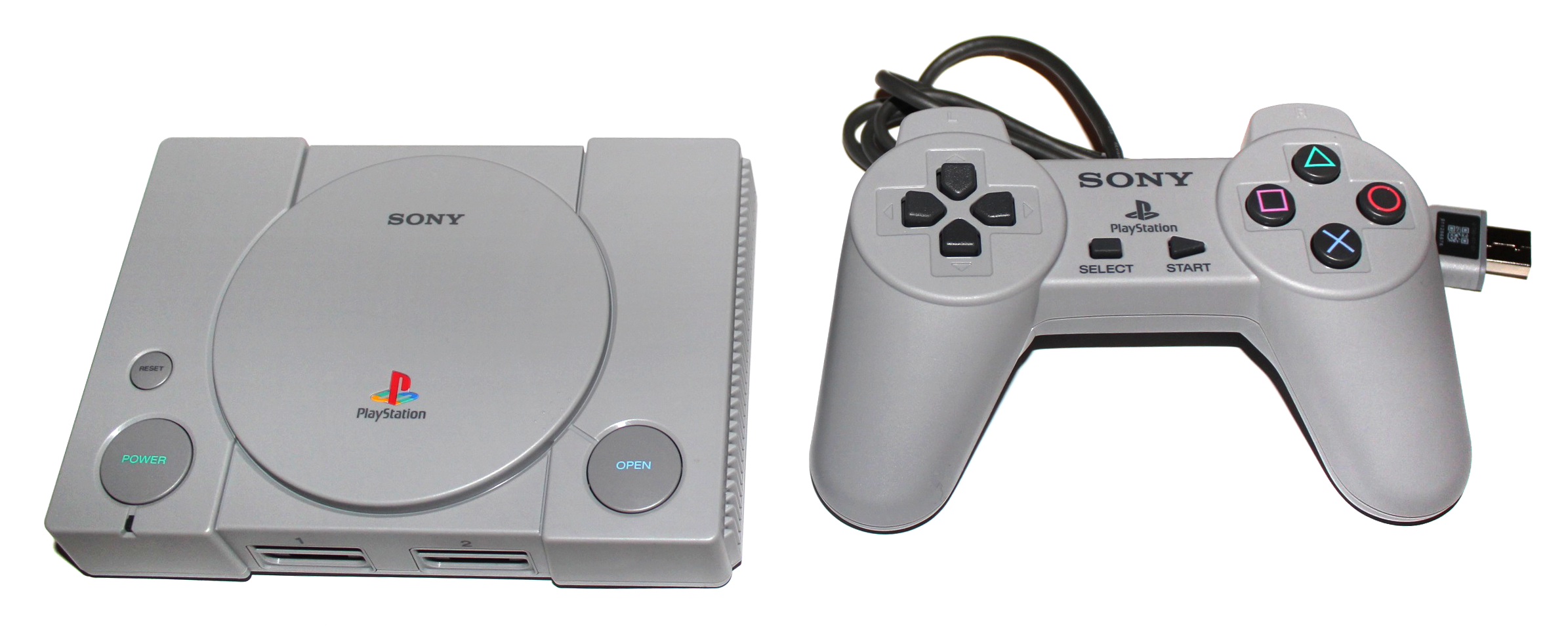
Konsola PlayStation Classic

Niewielkie urządzenie służące do legalnej emulacji gier z PS1. Swoim wyglądem przypomina standardowy model PSX.  Premiera tego urządzenia miała miejsce 3 grudnia 2018, w 24 rocznicę premiery pierwszej konsoli PlayStation.Powstał limitowany nakład PS Classic, a konsola wycofana została w 2019 roku.

#### PlayStation Portal

Pudełko z konsolą PlayStation Portal

Przenośna konsola wydana w 2023 roku. Pozwala wyłącznie na streaming gier z PS5.

##### Sony Ericsson Xperia Play
Konsolfon wprowadzony do produkcji przez firmę Sony Ericsson w 2011 roku. Urządzenie potocznie nazywane było "PlayStation Phone". Konsolfon posiadał rozsuwanego pada oraz 4 calowy dotykowy ekran. Konsolę wyposażono też w specjalną aplikacje PlayStation, za pośrednictwem, której można było kupować gry tworzone z myslą o Xperii Play oraz gry z PS1. Ze względu na wysoką cenę, ograniczoną bibliotekę gier i podział firmy Sony Ericsson, urządzenie wycofano z produkcji już w 2012 roku i jednocześnie zakończono dla niego wsparcie.

## Porównanie konsol
| Konsola                       | PS1 | PS2 | PS3 | PS4 | PS5 |
| ----------------------------- | --- | --- | --- | --- | --- |
| Zdjęcie                       | | | | | |
| Logo                          | | | | | |
| Data premiery                 | PS1 - JP: 3 grudnia 1994 - USA: 9 września 1995 - EU: 29 września 1995 - PL: 1 stycznia 1996 PS One - EU: 2000 - JP:7 lipca 2000 - USA: 19 września 2000 | PS2 - JP: 4 marca 2000 - USA: 26 października 2000 - EU: 24 listopada 2000 - PL: 28 listopada 2000 PS2 Slimline - EU: 29 października 2004 - JP: 3 listopada 2004 - USA: listopad 2004 - PL: grudzień 2004 | PS3 - JP: 11 listopada 2006 - USA: 17 listopada 2006 - EU: 23 marca 2007 PS3 Slim - JP: 27 sierpnia 2009 - USA: 1 września 2009 - EU: 1 września 2009 PS3 Super Slim - USA: 25 września 2012 - EU: 28 września 2012 - JP: 4 października 2012 | PS4 - USA: 15 listopada 2013 - EU: 29 listopada 2013 PS4 Slim 15 września 2016 PS4 Pro 10 listopada 2016 | PS5 PS5 Digital Edition 12 listopada 2020 PS5 Slim 10 listopada 2023 PS5 Pro 7 listopada 2024 |
| Koniec produkcji              | 2006 | 2012 | 2017 | 2025 | - |
| Sprzedanych konsol            | 102 miliony | 155 millionów | 88 milionów | 117 milionów                                                                                             | 78 millionów |
| Najlepiej sprzedająca się gra | Gran Turismo; 10,85 millionów | Grand Theft Auto: San Andreas; 17,33 millionów | Grand Theft Auto V; 15 millionów | Marvel's Spider-Man; 20 millionów                                                                        | Marvel's Spider-Man 2; 11 millionów |
| Nośnik                        | CD-ROM | DVD-ROM, CD-ROM | BD-ROM, DVD-ROM, CD-ROM, dystrybucja cyfrowa | Blu-ray, DVD, dystrybucja cyfrowa                                                                        | PS5: Ultra HD Blu-ray, Blu-ray, DVD, dystrybucja cyfrowa PS5 Digital Edition: dystrybucja cyfrowa PS5 Slim: Ultra HD Blu-ray, Blu-ray, DVD, dystrybucja cyfrowa PS5 Pro: Ultra HD Blu-ray, Blu-ray, DVD , dystrybucja cyfrowa |
| Akcesoria                     | - Kontroler PlayStation - Dual Analog Controller - DualShock - Multitap - GunCon - Jogcon - Konami Justifier - NeGcon - PocketStation - Flightstick      | - DualShock 2 - PlayStation 2 HDD - EyeToy - PlayStation 2 DVD remote control - Network adapter | - PlayStation Move - PlayStation Eye - DualShock 3 - SIXAXIS - PlayTV - torne | - DualShock 4 - PlayStation Camera - PlayStation VR                                                      | - DualSense - DualSense Edge - HD camera - Pulse 3D Headset - Pulse Elite Headset - Pulse Explore Earbuds - PlayStation VR2 - PlayStation VR2 Sense Controller - PlayStation Portal                                           |
| CPU                           | R3000A 32bit RISC @ 33.7 MHz | 300 MHz MIPS "Emotion Engine" | Cell Broadband Engine 3.2 GHz | PS4 i PS4 Slim: 1.6 GHz AMD "Jaguar" PS4 Pro: 2.1 GHz AMD "Enhanced Jaguar"                              | 3.5 GHz AMD "Zen 2" |
| GPU                           | 16,47 millionów kolorów | 147 MHz "Graphics Synthesizer" | 550 MHz RSX "Reality Synthesizer" 192 - 251,2 GFLOPS | PS4 i PS4 Slim: AMD Radeon @ 800 MHz 1,84 TFLOPS PS4 Pro: AMD Radeon @ 911 MHz 4.19 TFLOPS               | AMD RDNA 2 2,23 GHz 10.28 TFLOPS |
| Pamięć                        | - Operacyjna: 2 MB RAM - Karty Pamięci: 1 MB (max. 2 wpięte do konsoli)                                                                                  | - Operacyjna: 32 MB - Karty Pamięci 1-8 MB (max. 2 wpięte do konsoli) - Dysk HDD 120 GB (Fat; opcjonalnie) - Dysk HDD 120-250 GB (tylko PSX)                                                               | - Operacyjna: 256 MB XDR DRAM - Dysk twardy 20-160 GB (Fat) - Dysk twardy 120-320 GB (Slim) - Dysk twardy 250-500 GB (Super Slim) - Pamięć flash 12 GB (Super Slim)                                                                           | - Operacyjna: 8 GB pamięci RAM typu GDDR5 - Dysk HDD 500 GB - 1 TB (Fat/Slim) - Dysk HDD 1-2 TB (Pro)    | - Operacyjna: 16 GB RAM typu GDDR6 na 256-bitowej szynie oraz 512 MB dodatkowej pamięci typu DDR4 - Dysk SSD 825 GB (Base/Digital) - Dysk SSD 1 TB (Slim) - Dysk SSD 2 TB (Pro)                                               |
| Usługi sieciowe               | i-mode | PlayStation 2 with Net Play | PlayStation Network PlayStation Store | PlayStation Network PlayStation Store PlayStation Plus                                                   | PlayStation Network PlayStation Store PlayStation Plus |
| Kompatybilność wsteczna       | — | PlayStation | PlayStation 2, PlayStation | PlayStation 2                                                                                            | PlayStation 4, PlayStation 3, PlayStation 2, PlayStation, PlayStation Portable |

### Konsole przenośne
| Cecha           | PlayStation Portable                                                                        | PlayStation Vita                                                                                        |
| --------------- | ------------------------------------------------------------------------------------------- | --- |
| Konsola         |                                                                                             | |
| Logo            |                                                                                             | |
| Ekran           | Ekran LCD o przekątnej 4,3"                                                                 | Ekran dotykowy o przekątnej 5"                                                                          |
| CPU             | MIPS R4000 1-333 MHz 32 bit                                                                 | ARM Cortex-A9 MPCore (4 rdzenie)                                                                        |
| GPU             | 1–166 MHz                                                                                   | Power VR SGX543                                                                                         |
| Pamięć          | - Operacyjna: 32-64 MB - Karty pamięci Memory Stick Duo - Pamięć flash 16 GB (PSP Go)       | - Operacyjna: 512 MB RAM, 128 MB VRAM - Karty Pamięci PS Vita Memory Card - Pamięć flash 1 GB (Slim/TV) |
| Nośnik          | UMD                                                                                         | kartridż                                                                                                |
| Gałka analogowa | Jedna, po lewej stronie                                                                     | Dwie, po prawej i lewej stronie                                                                         |
| Bateria         | 1200 lub 1800 mAh                                                                           | 2210 mAh                                                                                                |
| Kamery          | Kamera doczepiana do portu miniUSB                                                          | Dwie wbudowane kamery, z przodu i z tyłu                                                                |
| Mikrofon        | Wbudowany tylko w wersjach PSP-3000 i PSP Go!, w pozostałych doczepiany do portu jack 3,5mm | Tak, wbudowany; alternatywnie przez port jack 3,5mm lub urządzenie Bluetooth                            |
| Wi-Fi           | Tak                                                                                         | Tak |
| Bluetooth       | Tak, wbudowana tylko w PSP Go!                                                              | Tak, w wersji 2.1+EDR                                                                                   |
| Wyjście AV      | Tak, tylko w PSP-2000 i PSP-3000                                                            | Nie, lecz dostępne po modyfikacji                                                                       |
| Panel dotykowy  | Brak                                                                                        | Tak, z tyłu konsoli                                                                                     |
| 3G              | Brak                                                                                        | Tak, tylko w modelu „Fat” 3G/Wi-Fi                                                                      |
| GPS             | Brak                                                                                        | Tak, tylko w modelu „Fat” 3G/Wi-Fi                                                                      |
| Żyroskopy       | Brak                                                                                        | Tak |